# Balázs Laluska
Balázs Laluska, né le 20 juin 1981 à Szeged, est un handballeur hongrois qui évolue au poste de arrière droit au FKSE-Algyő en Hongrie.

## Carrière

### En club
-  Championnat de Hongrie (4) : 2011, 2012, 2013, 2014
-  Coupe de Hongrie (3) : 2012, 2013, 2014
-  Championnat de France : vice-champion 2015